# Liste der Mitglieder des Landtages (Volksstaat Hessen) (3. Wahlperiode)
Diese Liste gibt einen Überblick über alle Mitglieder des Landtages des Volksstaates Hessen in der 3. Wahlperiode (1924 bis 1927).

## Präsidium
- Präsident: Bernhard Adelung (SPD)
- Stellvertreter des Präsidenten:
  - August Nuss (DVP)
  - Georg Wilhelm von Helmolt (HBB)
- Schriftführer
  - Pankraz Blank (Zentrum)
  - Johann Eberle (DDP)
  - Wilhelm Fenchel (HBB, DVP)
  - Rudolf Kindt (DNVP)
  - Wilhelm Leuschner (SPD)
  - Friedrich Jakob Schott (DVP)

## Fraktionsvorsitzende
- HBB: Konrad Karl Glaser
- DDP: Julius Reiber
- DNVP: Ferdinand Werner
- DVP: Eduard Dingeldey
- SPD: Georg Kaul
- Zentrum: Georg Lenhart

## Mitglieder

### A
- Bernhard Adelung (SPD), Präsident
- Heinrich Angermeier (KPD)
- Wilhelm IV. Anthes SPD

### B
- Karoline Balser (Lina) DDP, ab 26. September 1925 für Otto Urstadt
- Maria Birnbaum DVP
- Pankraz Blank (Zentrum), Schriftführer
- August Böhm DNVP
- Karl Heinrich Bornemann SPD
- Otto Rudolf von Brentano di Tremezzo Zentrum
- Georg Büchner DDP (ab 26. September 1925 für Konrad Henrich)

### D
- Gustav Adolf Dehlinger (HBB (DVP))
- Heinrich Delp SPD
- Georg Wilhelm Diehl DNVP
- Eduard Dingeldey DVP

### E
- Johann Eberle (DDP), Schriftführer
- Johann Engelmann SPD

### F
- Karl Felder Zentrum, ab 24. Februar 1925 für Wilhelm Knoll, bis 1. September 1927
- Wilhelm Fenchel (HBB, DVP), Schriftführer

### G
- Heinrich Galm KPD
- Konrad Karl Glaser (HBB (DNVP))
- Daniel Greiner KPD

### H
- Jean Christoph Harth SPD
- Elisabeth Hattemer (Else)  Zentrum
- Philipp V. Hauck (NSFB)
- Konrad Haury DVP
- Anton Heinstadt Zentrum
- Georg Wilhelm von Helmolt (HBB), Vizepräsident
- Konrad Wilhelm Henrich DDP, bis 14. September 1925
- Julie Heraeus DNVP
- Ludwig Freiherr von Heyl zu Herrnsheim DVP
- Hans Hoffmann (auch Johann) Zentrum
- Johann Philipp Hofmann Zentrum, bis zu seinem Tod am 21. Oktober 1925

### J
- Friedrich Jost (HBB)

### K
- Georg Kaul (SPD)
- Otto Keller (DVP)
- Alfred Heinrich Kiel (SPD)
- Rudolf Kindt (DNVP), Schriftführer
- Wilhelm Knoll (Zentrum), bis 2. Februar 1925
- Karl Külb (DDP), bis 27. Januar 1927

### L
- Adam II. Lang (SPD), ab 23. Februar 1925 für Abg. Reinhard Strecker
- Hans Lautenbacher (Zentrum), ab 5. November 1925 für Abg. Johann Hofmann
- Georg Lenhart (Zentrum)
- Heinrich Leuchtgens (HBB)
- Wilhelm Leuschner (SPD), Schriftführer
- Ludwig Lückel (SPD)
- Anton Lux (SPD)

### M
- Albin Eduard Mann (SPD)
- Otto Moebus (HBB)
- Georg Müller (HBB)

### N
- Friedrich Niepoth (DVP)
- August Nuss (Zentrum), Vizepräsident

### R
- (Johann) Georg Raab (SPD)
- Bernhard Rechthien (SPD)
- Julius Reiber (DDP)
- Jakob Ferdinand Reuter (SPD)
- Heinrich Ritzel (SPD)
- Jakob II. Roos (DDP), ab 15. Februar 1927 für Karl Külb
- Franz Joseph IV. Ross (SPD)
- Anna Katharina Roth (KPD, ab Mai 1927 fraktionslos)

### S
- Heinrich Wilhelm Schaub (SPD)
- Christian Karl Scholz (DVP)
- Friedrich Jakob Schott (DVP), Schriftführer
- Johann Schreiber (DDP)
- Joseph Maria Schül (Zentrum)
- Heinrich Wendelin Soherr (Zentrum)
- Margarethe Steinhäuser (SPD)
- Karl Ludwig Storck (SPD)
- Reinhard Strecker (SPD), bis 18. Februar 1925
- Otto Sturmfels (SPD)

### U
- Carl Ulrich (SPD)
- Otto Urstadt (DDP), bis 20. September 1927

### W
- Wilhelm Weber (SPD)
- Heinrich III. Weckler (Zentrum)
- Ferdinand Werner (DNVP)
- Johann Wesp (Zentrum), ab 10. September 1927 für Karl Felber
- Ernst Wilhelm Widmann (SPD)
- Kaspar Winter (Zentrum), ab 9. August 1927
- Richard Wolf (HBB)

### Z
- Heinrich Zinnkann (SPD)